# 1808
Portal Geschichte | Portal Biografien | Aktuelle Ereignisse | Jahreskalender | Tagesartikel

◄ |
18. Jahrhundert |
19. Jahrhundert
| 20. Jahrhundert | ►

◄ |
1770er |
1780er |
1790er |
1800er
| 1810er | 1820er | 1830er | ►

◄◄ |
◄ |
1804 |
1805 |
1806 |
1807 |
1808
| 1809 | 1810 | 1811 | 1812 | ► | ►►
Staatsoberhäupter  · Nekrolog   · Musikjahr
| Januar | Januar | Januar | Januar | Januar | Januar | Januar | Januar |
| Kw     | Mo     | Di     | Mi     | Do     | Fr     | Sa     | So     |
| ------ | ------ | ------ | ------ | ------ | ------ | ------ | ------ |
| 53     |        |        |        |        | 1      | 2      | 3      |
| 1      | 4      | 5      | 6      | 7      | 8      | 9      | 10     |
| 2      | 11     | 12     | 13     | 14     | 15     | 16     | 17     |
| 3      | 18     | 19     | 20     | 21     | 22     | 23     | 24     |
| 4      | 25     | 26     | 27     | 28     | 29     | 30     | 31     |

| Februar | Februar | Februar | Februar | Februar | Februar | Februar | Februar |
| Kw      | Mo      | Di      | Mi      | Do      | Fr      | Sa      | So      |
| ------- | ------- | ------- | ------- | ------- | ------- | ------- | ------- |
| 5       | 1       | 2       | 3       | 4       | 5       | 6       | 7       |
| 6       | 8       | 9       | 10      | 11      | 12      | 13      | 14      |
| 7       | 15      | 16      | 17      | 18      | 19      | 20      | 21      |
| 8       | 22      | 23      | 24      | 25      | 26      | 27      | 28      |
| 9       | 29      |         |         |         |         |         |         |

| März | März | März | März | März | März | März | März |
| Kw   | Mo   | Di   | Mi   | Do   | Fr   | Sa   | So   |
| ---- | ---- | ---- | ---- | ---- | ---- | ---- | ---- |
| 9    |      | 1    | 2    | 3    | 4    | 5    | 6    |
| 10   | 7    | 8    | 9    | 10   | 11   | 12   | 13   |
| 11   | 14   | 15   | 16   | 17   | 18   | 19   | 20   |
| 12   | 21   | 22   | 23   | 24   | 25   | 26   | 27   |
| 13   | 28   | 29   | 30   | 31   |      |      |      |

| April | April | April | April | April | April | April | April |
| Kw    | Mo    | Di    | Mi    | Do    | Fr    | Sa    | So    |
| ----- | ----- | ----- | ----- | ----- | ----- | ----- | ----- |
| 13    |       |       |       |       | 1     | 2     | 3     |
| 14    | 4     | 5     | 6     | 7     | 8     | 9     | 10    |
| 15    | 11    | 12    | 13    | 14    | 15    | 16    | 17    |
| 16    | 18    | 19    | 20    | 21    | 22    | 23    | 24    |
| 17    | 25    | 26    | 27    | 28    | 29    | 30    |       |

| Mai | Mai | Mai | Mai | Mai | Mai | Mai | Mai |
| Kw  | Mo  | Di  | Mi  | Do  | Fr  | Sa  | So  |
| --- | --- | --- | --- | --- | --- | --- | --- |
| 17  |     |     |     |     |     |     | 1   |
| 18  | 2   | 3   | 4   | 5   | 6   | 7   | 8   |
| 19  | 9   | 10  | 11  | 12  | 13  | 14  | 15  |
| 20  | 16  | 17  | 18  | 19  | 20  | 21  | 22  |
| 21  | 23  | 24  | 25  | 26  | 27  | 28  | 29  |
| 22  | 30  | 31  |     |     |     |     |     |

| Juni | Juni | Juni | Juni | Juni | Juni | Juni | Juni |
| Kw   | Mo   | Di   | Mi   | Do   | Fr   | Sa   | So   |
| ---- | ---- | ---- | ---- | ---- | ---- | ---- | ---- |
| 22   |      |      | 1    | 2    | 3    | 4    | 5    |
| 23   | 6    | 7    | 8    | 9    | 10   | 11   | 12   |
| 24   | 13   | 14   | 15   | 16   | 17   | 18   | 19   |
| 25   | 20   | 21   | 22   | 23   | 24   | 25   | 26   |
| 26   | 27   | 28   | 29   | 30   |      |      |      |

| Juli | Juli | Juli | Juli | Juli | Juli | Juli | Juli |
| Kw   | Mo   | Di   | Mi   | Do   | Fr   | Sa   | So   |
| ---- | ---- | ---- | ---- | ---- | ---- | ---- | ---- |
| 26   |      |      |      |      | 1    | 2    | 3    |
| 27   | 4    | 5    | 6    | 7    | 8    | 9    | 10   |
| 28   | 11   | 12   | 13   | 14   | 15   | 16   | 17   |
| 29   | 18   | 19   | 20   | 21   | 22   | 23   | 24   |
| 30   | 25   | 26   | 27   | 28   | 29   | 30   | 31   |

| August | August | August | August | August | August | August | August |
| Kw     | Mo     | Di     | Mi     | Do     | Fr     | Sa     | So     |
| ------ | ------ | ------ | ------ | ------ | ------ | ------ | ------ |
| 31     | 1      | 2      | 3      | 4      | 5      | 6      | 7      |
| 32     | 8      | 9      | 10     | 11     | 12     | 13     | 14     |
| 33     | 15     | 16     | 17     | 18     | 19     | 20     | 21     |
| 34     | 22     | 23     | 24     | 25     | 26     | 27     | 28     |
| 35     | 29     | 30     | 31     |        |        |        |        |

| September | September | September | September | September | September | September | September |
| Kw        | Mo        | Di        | Mi        | Do        | Fr        | Sa        | So        |
| --------- | --------- | --------- | --------- | --------- | --------- | --------- | --------- |
| 35        |           |           |           | 1         | 2         | 3         | 4         |
| 36        | 5         | 6         | 7         | 8         | 9         | 10        | 11        |
| 37        | 12        | 13        | 14        | 15        | 16        | 17        | 18        |
| 38        | 19        | 20        | 21        | 22        | 23        | 24        | 25        |
| 39        | 26        | 27        | 28        | 29        | 30        |           |           |

| Oktober | Oktober | Oktober | Oktober | Oktober | Oktober | Oktober | Oktober |
| Kw      | Mo      | Di      | Mi      | Do      | Fr      | Sa      | So      |
| ------- | ------- | ------- | ------- | ------- | ------- | ------- | ------- |
| 39      |         |         |         |         |         | 1       | 2       |
| 40      | 3       | 4       | 5       | 6       | 7       | 8       | 9       |
| 41      | 10      | 11      | 12      | 13      | 14      | 15      | 16      |
| 42      | 17      | 18      | 19      | 20      | 21      | 22      | 23      |
| 43      | 24      | 25      | 26      | 27      | 28      | 29      | 30      |
| 44      | 31      |         |         |         |         |         |         |

| November | November | November | November | November | November | November | November |
| Kw       | Mo       | Di       | Mi       | Do       | Fr       | Sa       | So       |
| -------- | -------- | -------- | -------- | -------- | -------- | -------- | -------- |
| 44       |          | 1        | 2        | 3        | 4        | 5        | 6        |
| 45       | 7        | 8        | 9        | 10       | 11       | 12       | 13       |
| 46       | 14       | 15       | 16       | 17       | 18       | 19       | 20       |
| 47       | 21       | 22       | 23       | 24       | 25       | 26       | 27       |
| 48       | 28       | 29       | 30       |          |          |          |          |

| Dezember | Dezember | Dezember | Dezember | Dezember | Dezember | Dezember | Dezember |
| Kw       | Mo       | Di       | Mi       | Do       | Fr       | Sa       | So       |
| -------- | -------- | -------- | -------- | -------- | -------- | -------- | -------- |
| 48       |          |          |          | 1        | 2        | 3        | 4        |
| 49       | 5        | 6        | 7        | 8        | 9        | 10       | 11       |
| 50       | 12       | 13       | 14       | 15       | 16       | 17       | 18       |
| 51       | 19       | 20       | 21       | 22       | 23       | 24       | 25       |
| 52       | 26       | 27       | 28       | 29       | 30       | 31       |          |

| Januar | Januar | Januar | Januar | Januar | Januar | Januar | Januar |
| Kw     | Mo     | Di     | Mi     | Do     | Fr     | Sa     | So     |
| ------ | ------ | ------ | ------ | ------ | ------ | ------ | ------ |
| 53     |        |        |        |        | 1      | 2      | 3      |
| 1      | 4      | 5      | 6      | 7      | 8      | 9      | 10     |
| 2      | 11     | 12     | 13     | 14     | 15     | 16     | 17     |
| 3      | 18     | 19     | 20     | 21     | 22     | 23     | 24     |
| 4      | 25     | 26     | 27     | 28     | 29     | 30     | 31     |

| Februar | Februar | Februar | Februar | Februar | Februar | Februar | Februar |
| Kw      | Mo      | Di      | Mi      | Do      | Fr      | Sa      | So      |
| ------- | ------- | ------- | ------- | ------- | ------- | ------- | ------- |
| 5       | 1       | 2       | 3       | 4       | 5       | 6       | 7       |
| 6       | 8       | 9       | 10      | 11      | 12      | 13      | 14      |
| 7       | 15      | 16      | 17      | 18      | 19      | 20      | 21      |
| 8       | 22      | 23      | 24      | 25      | 26      | 27      | 28      |
| 9       | 29      |         |         |         |         |         |         |

| März | März | März | März | März | März | März | März |
| Kw   | Mo   | Di   | Mi   | Do   | Fr   | Sa   | So   |
| ---- | ---- | ---- | ---- | ---- | ---- | ---- | ---- |
| 9    |      | 1    | 2    | 3    | 4    | 5    | 6    |
| 10   | 7    | 8    | 9    | 10   | 11   | 12   | 13   |
| 11   | 14   | 15   | 16   | 17   | 18   | 19   | 20   |
| 12   | 21   | 22   | 23   | 24   | 25   | 26   | 27   |
| 13   | 28   | 29   | 30   | 31   |      |      |      |

| April | April | April | April | April | April | April | April |
| Kw    | Mo    | Di    | Mi    | Do    | Fr    | Sa    | So    |
| ----- | ----- | ----- | ----- | ----- | ----- | ----- | ----- |
| 13    |       |       |       |       | 1     | 2     | 3     |
| 14    | 4     | 5     | 6     | 7     | 8     | 9     | 10    |
| 15    | 11    | 12    | 13    | 14    | 15    | 16    | 17    |
| 16    | 18    | 19    | 20    | 21    | 22    | 23    | 24    |
| 17    | 25    | 26    | 27    | 28    | 29    | 30    |       |

| Mai | Mai | Mai | Mai | Mai | Mai | Mai | Mai |
| Kw  | Mo  | Di  | Mi  | Do  | Fr  | Sa  | So  |
| --- | --- | --- | --- | --- | --- | --- | --- |
| 17  |     |     |     |     |     |     | 1   |
| 18  | 2   | 3   | 4   | 5   | 6   | 7   | 8   |
| 19  | 9   | 10  | 11  | 12  | 13  | 14  | 15  |
| 20  | 16  | 17  | 18  | 19  | 20  | 21  | 22  |
| 21  | 23  | 24  | 25  | 26  | 27  | 28  | 29  |
| 22  | 30  | 31  |     |     |     |     |     |

| Juni | Juni | Juni | Juni | Juni | Juni | Juni | Juni |
| Kw   | Mo   | Di   | Mi   | Do   | Fr   | Sa   | So   |
| ---- | ---- | ---- | ---- | ---- | ---- | ---- | ---- |
| 22   |      |      | 1    | 2    | 3    | 4    | 5    |
| 23   | 6    | 7    | 8    | 9    | 10   | 11   | 12   |
| 24   | 13   | 14   | 15   | 16   | 17   | 18   | 19   |
| 25   | 20   | 21   | 22   | 23   | 24   | 25   | 26   |
| 26   | 27   | 28   | 29   | 30   |      |      |      |

| Juli | Juli | Juli | Juli | Juli | Juli | Juli | Juli |
| Kw   | Mo   | Di   | Mi   | Do   | Fr   | Sa   | So   |
| ---- | ---- | ---- | ---- | ---- | ---- | ---- | ---- |
| 26   |      |      |      |      | 1    | 2    | 3    |
| 27   | 4    | 5    | 6    | 7    | 8    | 9    | 10   |
| 28   | 11   | 12   | 13   | 14   | 15   | 16   | 17   |
| 29   | 18   | 19   | 20   | 21   | 22   | 23   | 24   |
| 30   | 25   | 26   | 27   | 28   | 29   | 30   | 31   |

| August | August | August | August | August | August | August | August |
| Kw     | Mo     | Di     | Mi     | Do     | Fr     | Sa     | So     |
| ------ | ------ | ------ | ------ | ------ | ------ | ------ | ------ |
| 31     | 1      | 2      | 3      | 4      | 5      | 6      | 7      |
| 32     | 8      | 9      | 10     | 11     | 12     | 13     | 14     |
| 33     | 15     | 16     | 17     | 18     | 19     | 20     | 21     |
| 34     | 22     | 23     | 24     | 25     | 26     | 27     | 28     |
| 35     | 29     | 30     | 31     |        |        |        |        |

| September | September | September | September | September | September | September | September |
| Kw        | Mo        | Di        | Mi        | Do        | Fr        | Sa        | So        |
| --------- | --------- | --------- | --------- | --------- | --------- | --------- | --------- |
| 35        |           |           |           | 1         | 2         | 3         | 4         |
| 36        | 5         | 6         | 7         | 8         | 9         | 10        | 11        |
| 37        | 12        | 13        | 14        | 15        | 16        | 17        | 18        |
| 38        | 19        | 20        | 21        | 22        | 23        | 24        | 25        |
| 39        | 26        | 27        | 28        | 29        | 30        |           |           |

| Oktober | Oktober | Oktober | Oktober | Oktober | Oktober | Oktober | Oktober |
| Kw      | Mo      | Di      | Mi      | Do      | Fr      | Sa      | So      |
| ------- | ------- | ------- | ------- | ------- | ------- | ------- | ------- |
| 39      |         |         |         |         |         | 1       | 2       |
| 40      | 3       | 4       | 5       | 6       | 7       | 8       | 9       |
| 41      | 10      | 11      | 12      | 13      | 14      | 15      | 16      |
| 42      | 17      | 18      | 19      | 20      | 21      | 22      | 23      |
| 43      | 24      | 25      | 26      | 27      | 28      | 29      | 30      |
| 44      | 31      |         |         |         |         |         |         |

| November | November | November | November | November | November | November | November |
| Kw       | Mo       | Di       | Mi       | Do       | Fr       | Sa       | So       |
| -------- | -------- | -------- | -------- | -------- | -------- | -------- | -------- |
| 44       |          | 1        | 2        | 3        | 4        | 5        | 6        |
| 45       | 7        | 8        | 9        | 10       | 11       | 12       | 13       |
| 46       | 14       | 15       | 16       | 17       | 18       | 19       | 20       |
| 47       | 21       | 22       | 23       | 24       | 25       | 26       | 27       |
| 48       | 28       | 29       | 30       |          |          |          |          |

| Dezember | Dezember | Dezember | Dezember | Dezember | Dezember | Dezember | Dezember |
| Kw       | Mo       | Di       | Mi       | Do       | Fr       | Sa       | So       |
| -------- | -------- | -------- | -------- | -------- | -------- | -------- | -------- |
| 48       |          |          |          | 1        | 2        | 3        | 4        |
| 49       | 5        | 6        | 7        | 8        | 9        | 10       | 11       |
| 50       | 12       | 13       | 14       | 15       | 16       | 17       | 18       |
| 51       | 19       | 20       | 21       | 22       | 23       | 24       | 25       |
| 52       | 26       | 27       | 28       | 29       | 30       | 31       |          |

## Ereignisse

### Politik und Weltgeschehen

#### Nord- und Osteuropa
- 21. Februar: Russische Truppen überschreiten ohne vorige Kriegserklärung im heutigen Finnland die schwedische Grenze. Zar Alexander I. erfüllt mit dem Kriegsbeginn auch eine mit Napoleon Bonaparte im Frieden von Tilsit getroffene Übereinkunft. Ein Angriff war für den Fall geplant, dass der schwedische König Gustav IV. Adolf weiterhin am Bündnis mit Großbritannien festhalte, was er tat.
- 13. März: Auf den verstorbenen Christian VII. folgt Friedrich VI. als König von Dänemark und Norwegen.
- 14. März: Mit Übergabe der Kriegserklärung in Stockholm an König Gustav IV. Adolf beginnt der Dänisch-Schwedische Krieg, von dem sich Dänemark eine Rückeroberung früherer Gebietsverluste verspricht. Schweden befindet sich bereits im Krieg mit Russland und dem napoleonischen Frankreich.
- 28. März: Annexion Finnlands durch Russland
- 3. Mai: Die Russen erobern die Festung Sveaborg vor Helsinki.
- 13. September: In der Schlacht von Jutas während des Dritten Russisch-Schwedischen Krieges besiegen die Schweden die russischen Einheiten. Der schwedische General Georg Carl von Döbeln verhindert mit seinem Regiment den Versuch, die ganze schwedische Armee einzukesseln.

#### Mittel- und Westeuropa

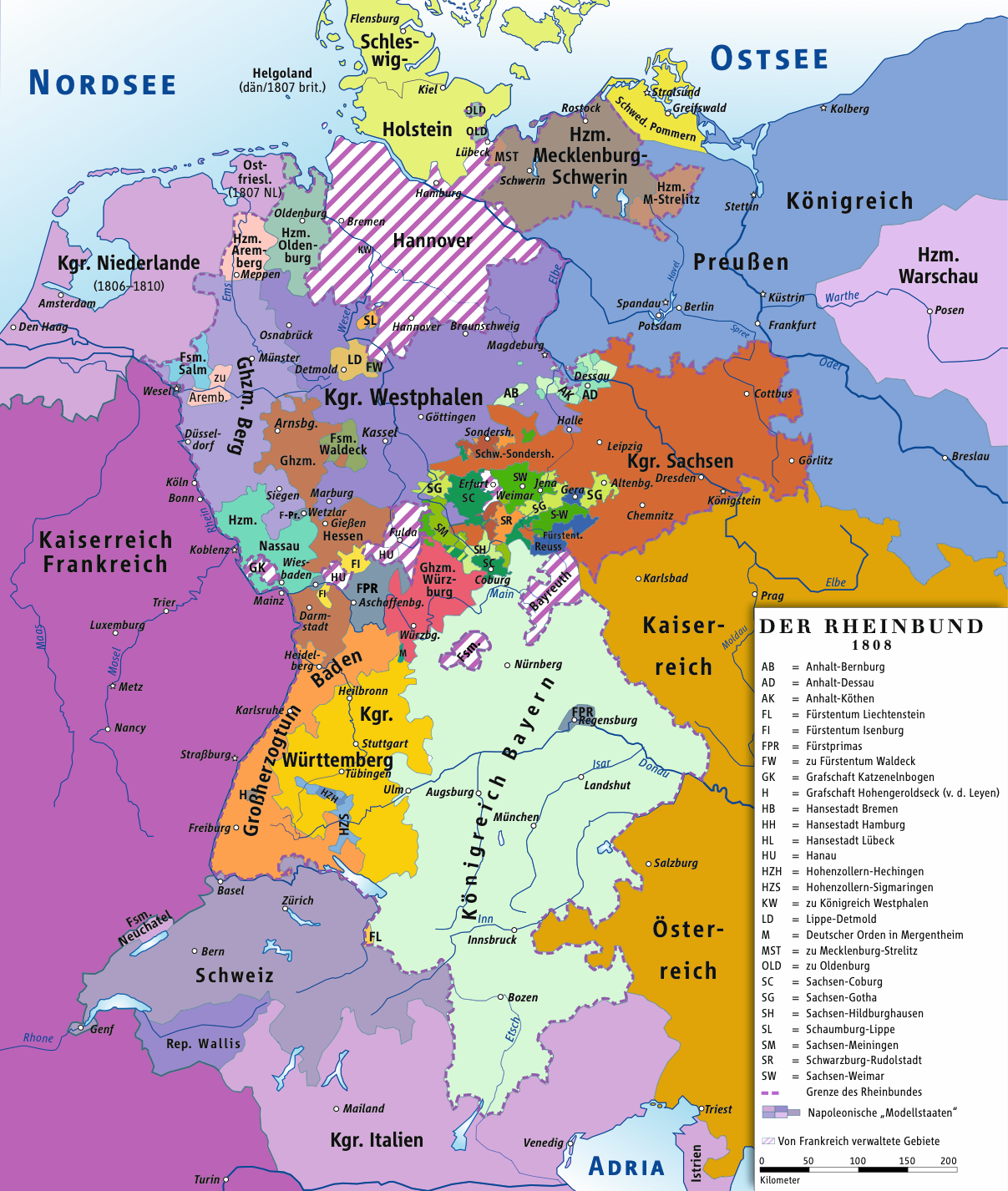
Der Rheinbund 1808

- 17. März Das Schändliche Dekret Napoleon Bonapartes schränkt die bürgerlichen Rechte der Juden ein.
- 27. März: Der bayerische König Maximilian I. konzentriert alle militärischen Angelegenheiten im neu geschaffenen Bayerischen Kriegsministerium.
- 17. April Napoleon Bonaparte erlässt das Dekret von Bayonne: Alle US-amerikanischen Schiffe in europäischen Häfen sollen beschlagnahmt werden, da es sich in Wirklichkeit um britische Schiffe mit falschen Papieren handele.
- 1. Mai: Mit der Bayerischen Konstitution wird die erste ständeunabhängige Volksvertretung in einem deutschen Staat eingeführt.
- 6. September: Bonapartes Schwager Joachim Murat übernimmt die ihm übertragene Macht im Königreich Neapel.
- 27. September: Der Erfurter Fürstenkongress beginnt, auf dem Napoleon Bonapartes Begegnung mit Zar Alexander I. im Mittelpunkt steht.
- 16. November: Kaiser Napoleon Bonaparte erlässt den Code d'instruction criminelle, die französische Strafprozessordnung. Das Vorbild dieser Regelung führt in der Folge in den deutschen Staaten zum Ende der Inquisitionsverfahren.
- 19. November: Preußen ermöglicht seinen Städten und Gemeinden durch eine neue Städteordnung mehr Selbstverwaltung. Sie ist Ausfluss der Reformen des Freiherrn Heinrich Friedrich Karl vom Stein.
- 24. November: König Friedrich Wilhelm III. entlässt den preußischen Reformer Karl Freiherr vom Stein.
- 25. Dezember: Das Preußische Kriegsministerium in Preußen wird im Zuge der Reorganisation des Heeres an Stelle der alten Militärbehörden gebildet.

#### Napoleonische Kriege auf der Iberischen Halbinsel
- 19. März Spaniens König Karl IV. dankt ab. Sein Sohn Ferdinand VII. übernimmt die Regentschaft. Napoleon Bonaparte, dessen Truppen im Lande stehen, beanstandet die Anerkennung Ferdinands als König, was am 2. Mai wieder zur Rückgabe der Herrschaft an den Vater führt.
- Dos de Mayo
- 6. Juni: Joseph Bonaparte, der Bruder des französischen Kaisers, wird in Bayonne zum König von Spanien proklamiert.
- 15. Juni bis 13. August: Napoleonische Truppen belagern erstmals Saragossa.
- 7. Juli: Das Statut von Bayona wird veröffentlicht.

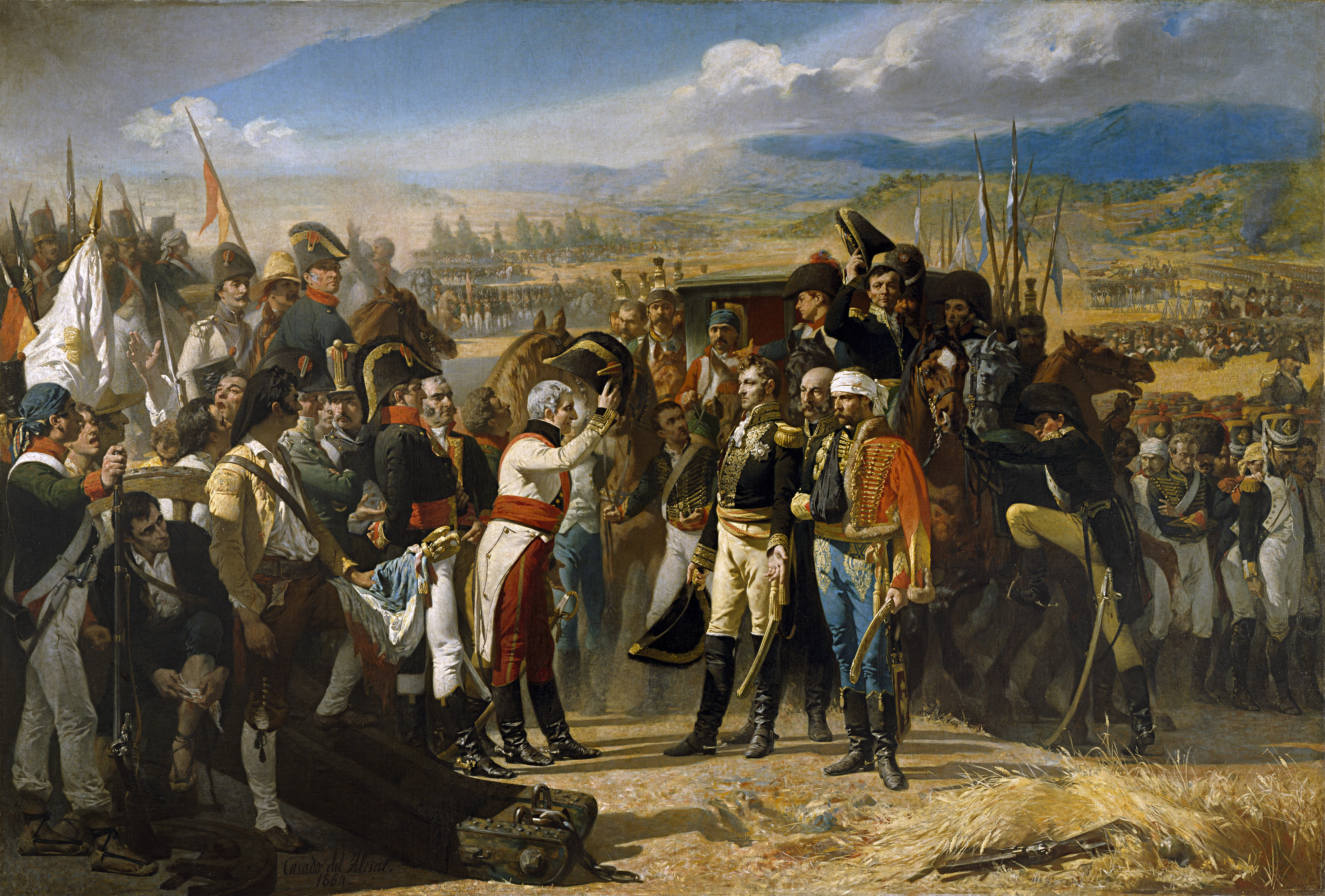
Die Kapitulation von Bailén

- 18. Juli bis 22. Juli: Schlacht bei Bailén. Spanische Truppen kesseln das französische Korps unter Dupont ein; dieser kapituliert mit fast 18.000 Mann.
- 21. August: Die in Portugal eingedrungene französische Armee unter Marschall Junot wird in der Schlacht von Vimeiro von britischen Truppen unter dem Herzog von Wellington, verstärkt um portugiesische Freiwillige, besiegt.
- 30. August: Konvention von Cintra
- 4. Dezember: Madrid kapituliert vor den Truppen Napoleon Bonapartes.
- 21. Dezember: Französische Truppen beginnen mit der zweiten Belagerung von Saragossa, nachdem die erste zweimonatige im Sommer 1808 erfolglos war.

#### Osmanisches Reich

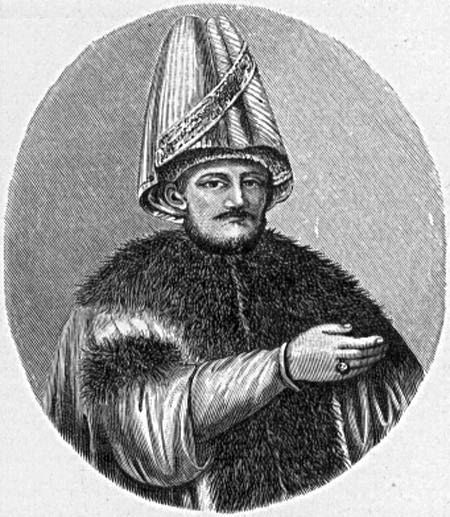
Alemdar Mustafa Pascha

- Alemdar Mustafa Pascha marschiert mit einer Armee nach Konstantinopel, um den im Vorjahr abgesetzten Selim III. zu befreien und wieder als Sultan des Osmanischen Reichs einzusetzen. Selim wird daraufhin am 28. Juli von seinem Neffen und Nachfolger Mustafa IV. ermordet. Den Aufständischen gelingt es jedoch noch am gleichen Tag, den Sultanspalast zu erobern und rufen Mustafas Bruder Mahmud II. zum neuen Herrscher aus. Großwesir wird Alemdar Mustafa Pascha, der die eigentliche Macht in den Händen hält.
- 14. November: In einem Aufstand der Janitscharen gegen seine Regentschaft kommt Großwesir Alemdar Mustafa Pascha in seinem Palast ums Leben, der von den Aufständischen angezündet wird.
- 16. November: Mahmud II. lässt seinen Bruder Mustafa IV. ermorden. Damit gibt es nur noch einen männlichen Nachkommen des Hauses Osman und Mahmud kann sich auf dem Thron halten.

#### Amerika
- 4. November bis 7. Dezember: James Madison gewinnt die Präsidentschaftswahl in den Vereinigten Staaten gegen Charles Cotesworth Pinckney.

#### Australien
- 26. Januar: In Australien findet die Rum Rebellion statt, der einzige erfolgreiche bewaffnete Aufstand gegen eine Regierung. William Bligh, der Gouverneur von New South Wales, wird in einem Machtkampf vom New South Wales Corps festgesetzt.

### Wirtschaft
- 1. März: Das Königreich Bayern übernimmt den Postdienst vom Haus Thurn und Taxis in eigene Verwaltung. Der Fürst erhält eine Abfindung.
- 5. April: Die Seefahrtschule Lübeck wird zur Ausbildung von Kapitänen und Steuerleuten der Handelsschifffahrt gegründet.
- 6. April: Johann Jakob Astor gründet die American Fur Company zum Zwecke des Pelzhandels.
- 12. Oktober: In Brasilien entsteht mit der gegründeten Banco do Brasil das erste Kreditinstitut des Landes. Der portugiesische König Johann VI. will damit den Exilaufenthalt seines Hofes finanzieren.

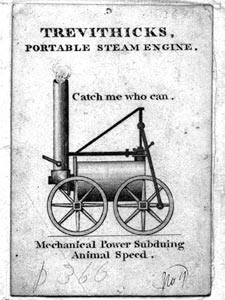
Die Catch me who can, abgebildet auf einer Eintrittskarte

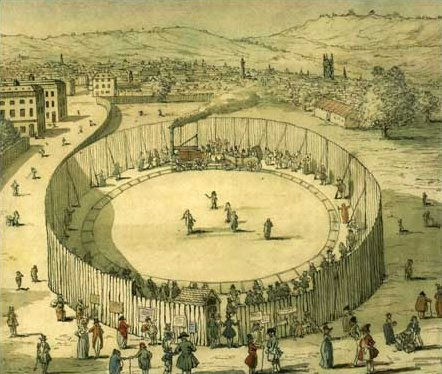
Trevithicks „Dampfzirkus“

- Richard Trevithick baut die Dampflokomotive Catch me who can, die erste kommerziell genutzte Lokomotive für den Passagierbetrieb.

### Wissenschaft und Technik
- 6. Oktober: Die Walfänger James Lindsay und Thomas Hopper tragen in ihren Schiffskarten Daten über die jahrelang angezweifelte Existenz der Bouvetinsel im Südpolarmeer ein.
- Die Rechtswissenschaftliche Fakultät der Universität Belgrad wird gegründet.
- Der französische Chemiker Eugène Chevreul isoliert aus Brasilholz den Farbstoff Brasilin.
- Der englische Naturforscher und Lehrer John Dalton entdeckt und formuliert das Gesetz der multiplen Proportionen in der Chemie.

### Kultur

#### Bildende Kunst
- König Maximilian I. von Bayern gründet in München die Königliche Akademie der Bildenden Künste. Ihr erster Direktor ist Johann Peter von Langer, vormals Leiter der Kunstakademie Düsseldorf. Erster Generalsekretär wird der Philosoph Friedrich Wilhelm Joseph Schelling.
- In Frankfurt am Main wird das Museum gegründet.

#### Literatur

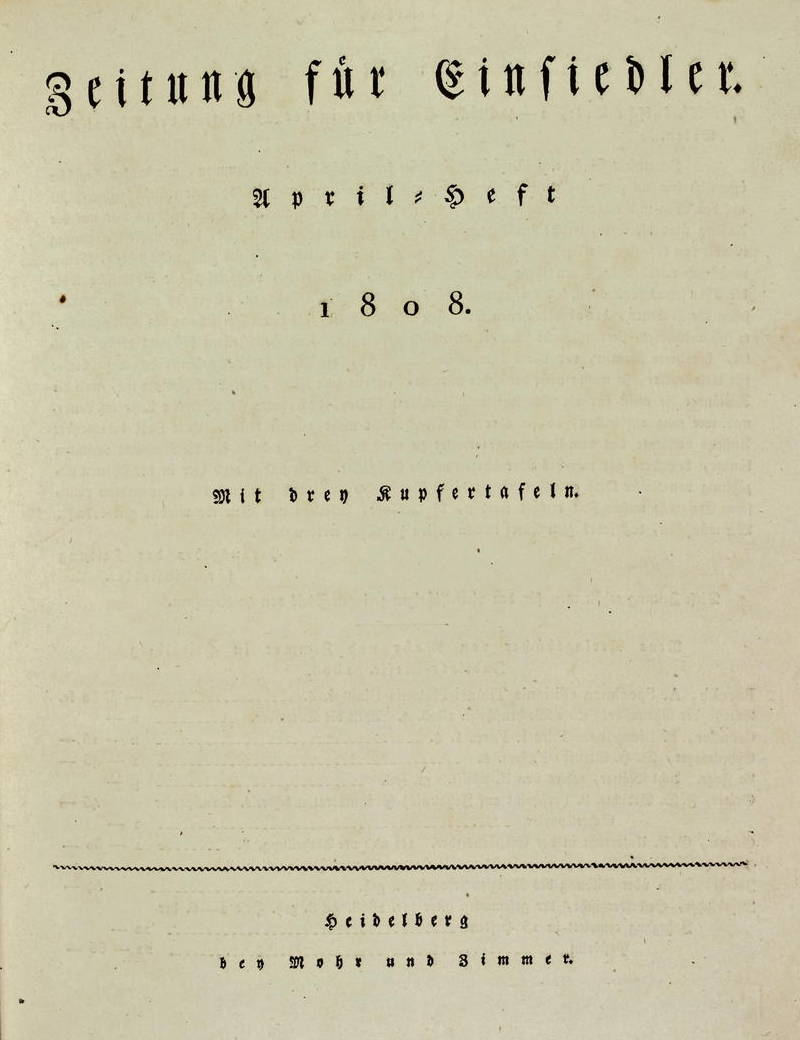
April-Ausgabe

#### Musik und Theater

Erstdruck Der zerbrochne Krug

- 2. März: Das Lustspiel Der zerbrochne Krug von Heinrich von Kleist wird von Johann Wolfgang von Goethe in Weimar mit geringem Erfolg uraufgeführt.
- Faust – Der Tragödie erster Teil von Johann Wolfgang von Goethe wird zu Ostern auf der Leipziger Buchmesse veröffentlicht.
- 10. September: Uraufführung der komischen Oper Linnée ou Les Mines de Suède von Victor Dourlen an der Opéra-Comique in Paris
- 26. September: Uraufführung der Oper Ninon chez Madame de Sévigné von Henri Montan Berton an der Opéra-Comique in Paris
- 29. Oktober: Uraufführung der komischen Oper Jadis et aujourd'hui von Rodolphe Kreutzer an der Opéra-Comique in Paris
- 22. Dezember: Im Rahmen eines vierstündigen Konzerts am Theater an der Wien bei Wien erfolgt unter anderem die Uraufführung der 5. Sinfonie und 6. Sinfonie (Pastorale) sowie der Fantasie für Klavier, Chor und Orchester und des 4. Klavierkonzerts von Ludwig van Beethoven. Die Aufführung, bei der der Komponist am Klavier sitzt, verläuft unerfreulich, da die Musiker des Orchesters nicht ausreichend geprobt haben und das Theater unbeheizt ist.

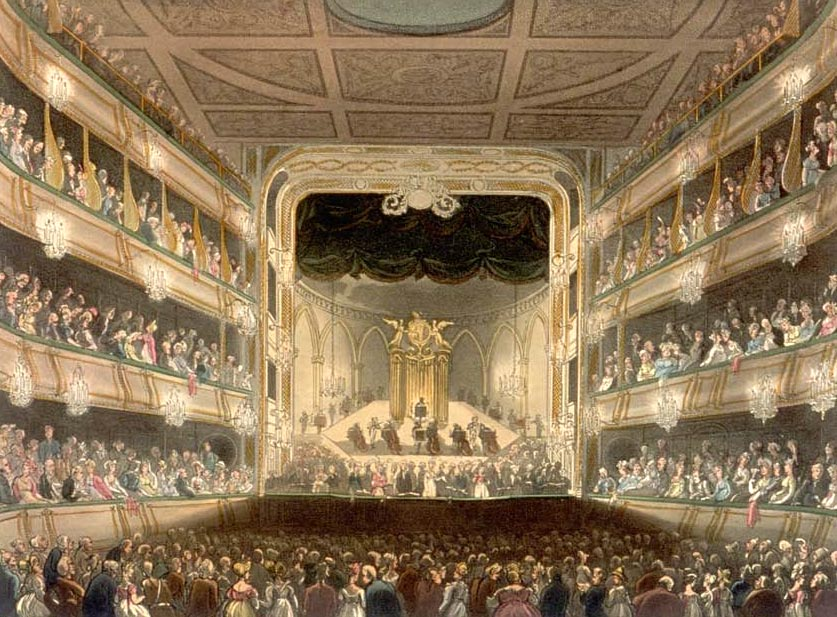
Das Covent Garden Theatre 1808

### Gesellschaft

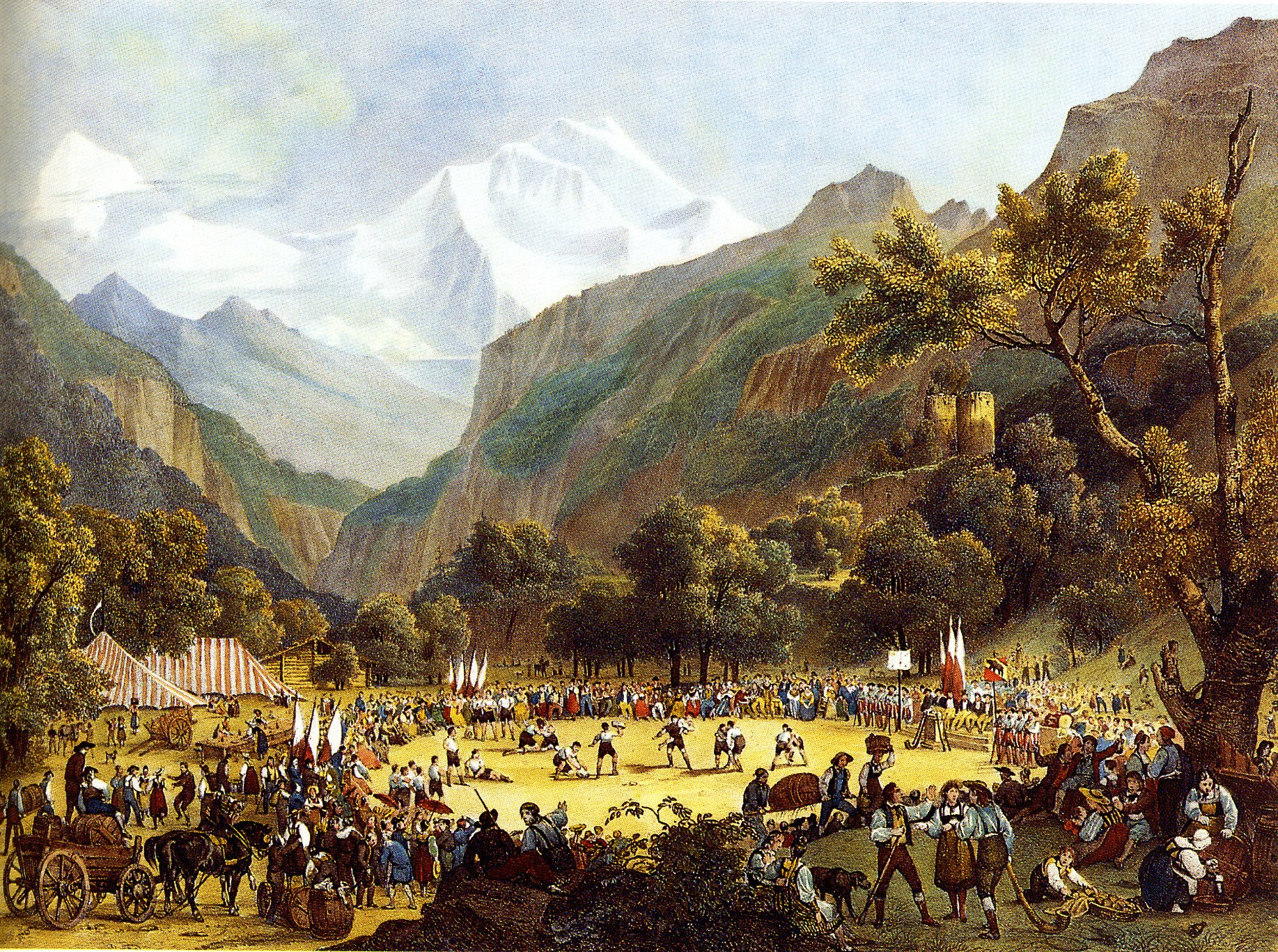
Das Unspunnenfest von 1808

- Bei der Burg Unspunnen bei Interlaken wird nach dreijähriger Pause das zweite Unspunnenfest abgehalten.

### Katastrophen
Anhand von Maxima im Sulfatgehalt von Eisbohrkernen sowie Berichten südamerikanischer Wissenschaftler wird für 1808/1809 der Ausbruch eines unbekannten, in tropischen Breiten verorteten Vulkans postuliert. Diese Vulkankatastrophe ist gemeinsam mit dem Ausbruch des Tambora im Jahr 1815 wahrscheinlich für das Jahr ohne Sommer 1816 verantwortlich.

## Geboren

### Januar/Februar
- 01. Januar: Pierre Chazal, belgischer General († 1892)
- 04. Januar: Friedrich Haase, deutscher Altphilologe († 1867)
- 05. Januar: August Mirbach, deutscher Politiker († 1891)
- 08. Januar: James Madison Wells, US-amerikanischer Politiker († 1899)
- 12. Januar: Jean-Félicité-Théodore Ortolan, französischer Seerechtsexperte († 1874)
- 12. Januar: Wilhelm Philipp Schimper, elsässischer Botaniker und Paläobotaniker († 1880)
- 13. Januar: Salmon P. Chase, US-amerikanischer Politiker und Jurist († 1873)
- 16. Januar: Charles Wellesley, britischer General und Politiker († 1858)
- 17. Januar: Joseph Menter, deutscher Violoncellist und Musikpädagoge († 1856)
- 18. Januar: Franz Theodor Kugler, deutscher Kunsthistoriker und Schriftsteller († 1858)
- 23. Januar: Franziska Cornet, deutsche Opernsängerin († 1870)
- 27. Januar: David Friedrich Strauß, deutscher Schriftsteller, Philosoph und Theologe († 1874)
- 04. Februar: Josef Kajetán Tyl, tschechischer Theaterdramatiker († 1856)

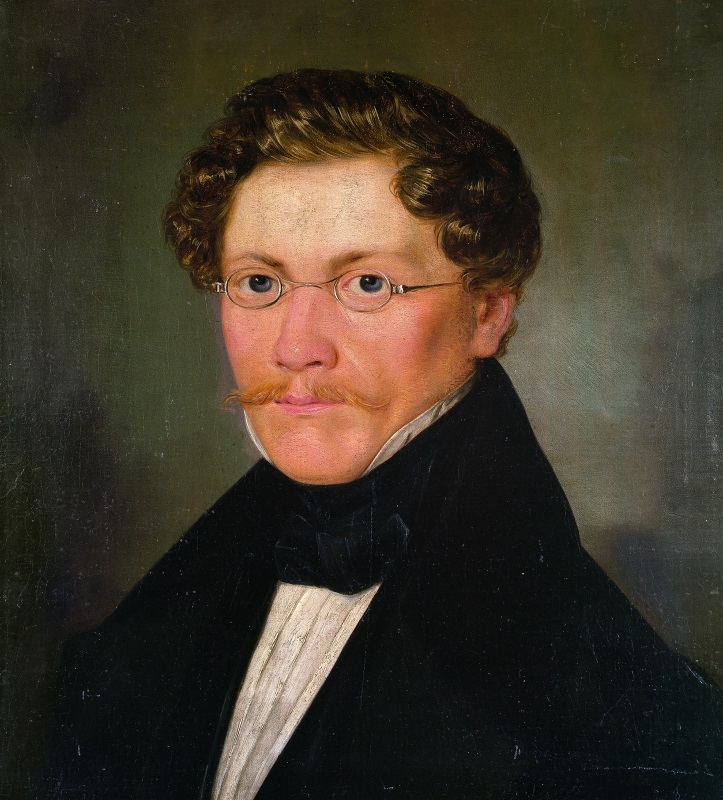
Carl Spitzweg, Selbstbildnis, ca. 1842

- 05. Februar: Carl Spitzweg, deutscher Maler des Biedermeier († 1885)
- 06. Februar: Joseph Emmanuel Ghislain Roulez, belgischer Klassischer Philologe, Archäologe und Epigraphiker
- 10. Februar: Georg Weber, deutscher Philologe und Historiker († 1888)
- 13. Februar: Edouard Millault, französischer Komponist, Violinist und Musikpädagoge († 1887)
- 15. Februar: Carl Friedrich Lessing, deutscher Maler der Romantik († 1880)
- 16. Februar: Franz Kaspar Drobe, Bischof von Paderborn († 1891)
- 21. Februar: Wilhelm Löhe, deutscher evangelischer Theologe († 1872)
- 24. Februar: John Wise, US-amerikanischer Ballonfahrer († 1879)
- 26. Februar: Honoré Daumier, französischer Maler, Zeichner und Bildhauer († 1879)
- 27. Februar: August Giacomo Jochmus, österreichischer Feldmarschallleutnant und deutscher Reichsminister († 1881)
- 27. Februar: John William Clark Watson, Politiker der Konföderierten Staaten († 1890)
- 28. Februar: Elias Parish Alvars, englischer Harfenist und Komponist († 1849)
- 000Februar: George Budd, englischer Mediziner († 1882)

### März/April
- 04. März: Frederik Stang Norwegischer Politiker und Präsident des Innendepartements († 1884)
- 06. März: Sophie Adlersparre, schwedische Malerin († 1862)
- 07. März: Johann Caspar Bluntschli, Schweizer Rechtswissenschaftler und Politiker († 1881)
- 07. März: Gustav Zimmermann, deutscher Politiker und Publizist († 1874)
- 08. März: Charles Merivale, englischer Historiker und Dekan der Kathedrale von Ely († 1893)
- 14. März: Franz Seraphin Hölzl, österreichischer Komponist, Chorleiter und Kirchenmusiker († 1884)
- 14. März: Alexander Schweizer, reformierter Schweizer Theologe († 1888)
- 18. März: Johann Jakob Kraft, deutscher Weihbischof († 1884)
- 18. März: Josef Netzer, österreichischer Komponist und Dirigent († 1864)
- 19. März: Johann Andreas Schubert, deutscher Bauingenieur († 1870)
- 19. März: José María Urbina, Präsident von Ecuador († 1891)
- 20. März: Antoine Étex, französischer Bildhauer, Maler, Architekt und Schriftsteller († 1888)
- 22. März: August Reichensperger, deutscher Jurist und Politiker († 1895)
- 24. März: Maria Malibran, französische Opernsängerin (Mezzosopran) († 1836)
- 24. März: Heinrich Otte, deutscher evangelischer Geistlicher, Mittelalterarchäologe sowie Kunst- und Kirchenhistoriker († 1890)
- 25. März: Vincent Delacour, französischer Komponist († 1840)
- 28. März: Knut Baade, norwegischer Maler († 1879)
- 30. März: Hans Brackebusch, deutscher Theologe und Politiker († 1880)
- 31. März: James Pinckney Henderson, US-amerikanischer Jurist, US-Senator und 1. Gouverneur von Texas († 1858)
- 02. April: Gustav König, deutscher Maler († 1869)
- 03. April: Franz Ferdinand Greiner, entwickelte das erste industriell gefertigte deutsche Thermometer († 1855)
- 07. April: Friedrich Anders, deutscher Jurist und Politiker († 1875)
- 07. April: Udo von Tresckow, preußischer General († 1885)
- 11. April: Arnold Rohlfs, deutscher Orgelbauer († 1882)
- 11. April: Anton Martin Schweigaard, norwegischer Jurist und Politiker († 1870)
- 13. April: Antonio Meucci, US-amerikanischer Erfinder († 1889)
- 14. April: Manuel Isidoro Belzu, Präsident von Bolivien († 1865)
- 14. April: William Marvin, US-amerikanischer Politiker († 1902)
- 16. April: Eugène Emmanuel Amaury Pineux, französischer Maler († 1885)
- 16. April: Caleb Blood Smith, US-amerikanischer Politiker († 1864)
- 20. April: Carl Mez, Industrieller, evangelischer Sozialtheologe und Politiker († 1877)

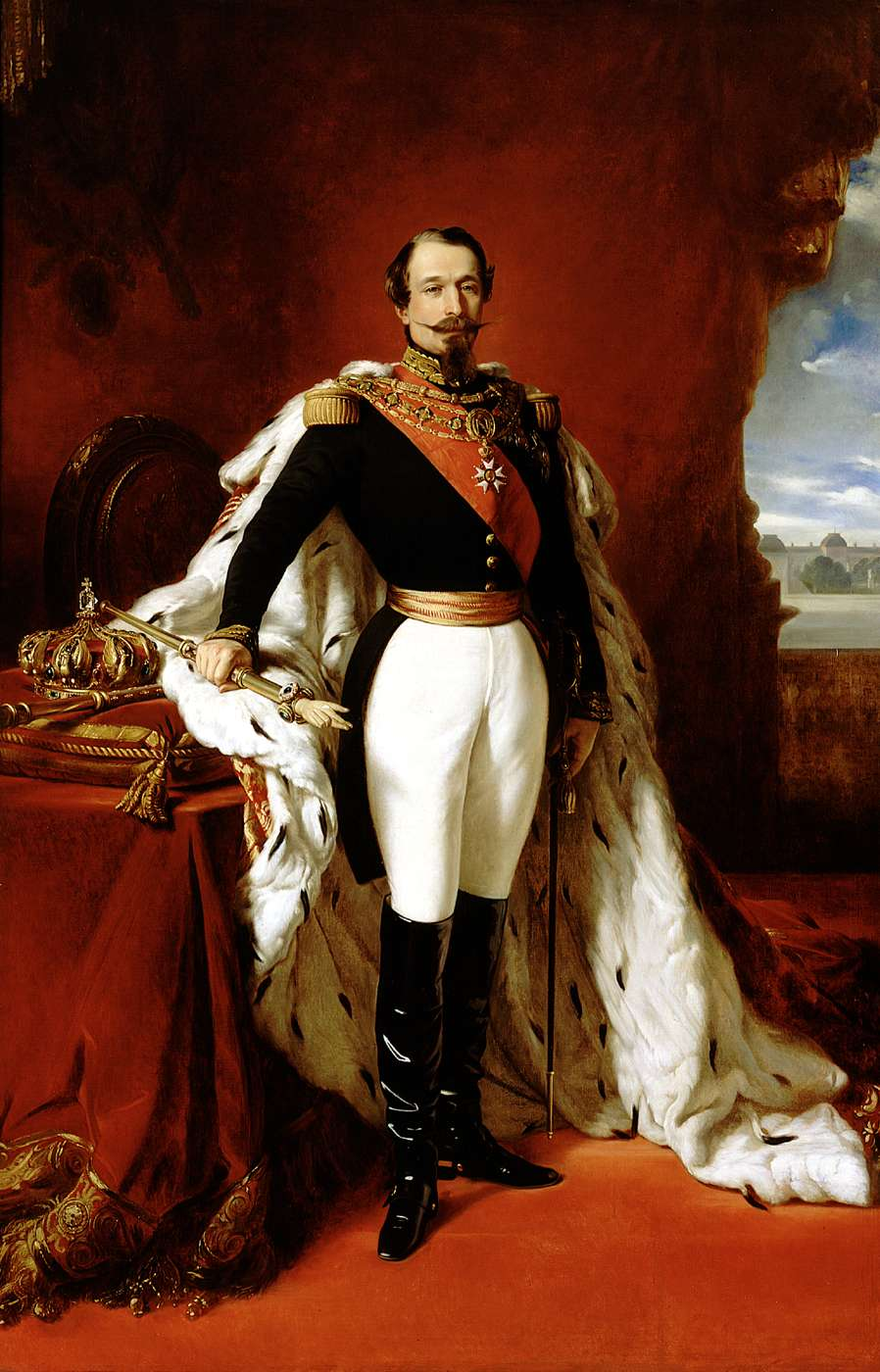
Napoleon III., 1852

- 20. April: Napoleon III., Kaiser der Franzosen († 1873)
- 21. April: Johann Hinrich Wichern, deutscher Theologe († 1881)
- 22. April: Joseph Alexandre Martigny, französischer Archäologe († 1880)
- 24. April: Louis Edouard Bouet-Willaumez, französischer Admiral († 1871)
- 25. April: Manuel Gutiérrez de la Concha, spanischer General († 1874)
- 26. April: August Müller, deutscher Kontrabassist († 1867)
- 28. April: Johann Georg Kohl, deutscher Reiseschriftsteller, Geograph und Historiker († 1878)

### Mai/Juni
- 04. Mai: Agustín Fernando Muñoz y Sánchez, morganatischer Ehemann von Maria Christina von Neapel-Sizilien, Königinmutter und Regentin von Spanien († 1873)
- 05. Mai: Ludwig Harms, deutscher evangelischer Theologe († 1865)
- 06. Mai: Friedrich Hundt, deutscher Fotograf († 1887)
- 07. Mai: Christian Friedrich Ehrlich, deutscher Komponist, Pianist und Musikpädagoge († 1887)
- 09. Mai: Carlo Sacconi, italienischer Kurienkardinal († 1889)
- 09. Mai: John Scott Russell, britischer Schiffbauer († 1882)
- 14. Mai: Johann Anton Casparis der Ältere, Schweizer Jurist und Politiker († 1877)
- 14. Mai: Eduart Schott, deutscher Metallurge und Kunstgießer († 1895)
- 15. Mai: Michael Balfe, irischer Komponist († 1870)
- 18. Mai: Venancio Flores, uruguayischer Präsident († 1868)
- 20. Mai: Thomas D. Rice, US-amerikanischer Komiker († 1860)
- 22. Mai: Gérard de Nerval, französischer Schriftsteller († 1855)
- 24. Mai: Ferdinand Nägele, einziger Handwerker in der Frankfurter Nationalversammlung († 1879)
- 27. Mai: Joseph Ignaz Düntzer, deutscher Wundarzt und Geburtshelfer († 1848)
- 30. Mai: Wilhelm Vischer-Bilfinger, schweizerischer Altphilologe und Politiker († 1874)

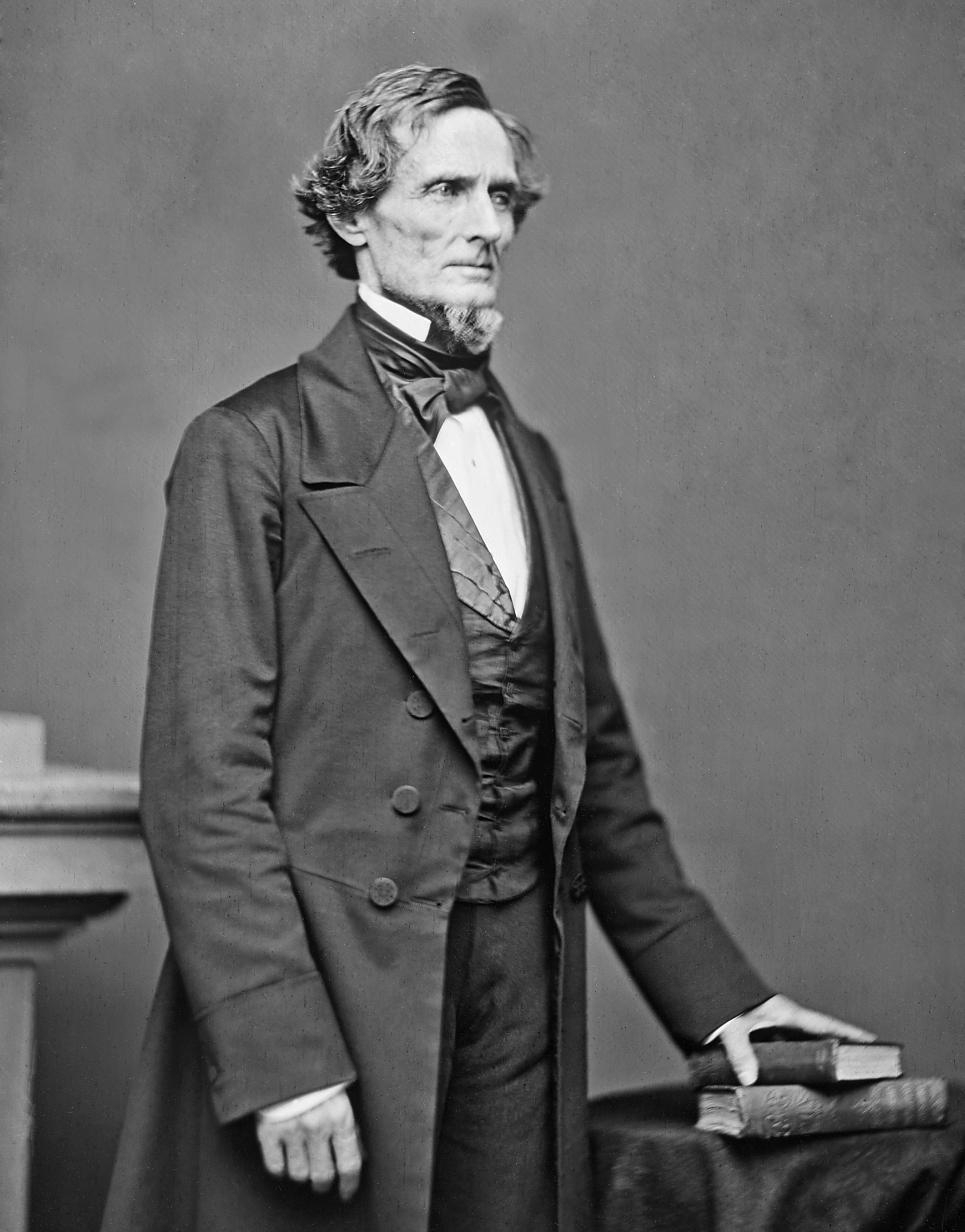
Jefferson Davis

- 03. Juni: Jefferson Davis, US-amerikanischer Politiker der Südstaaten († 1889)
- 04. Juni: Friedrich Alphons Pick, französisch-deutscher Schriftsteller und Politiker († 1896)
- 05. Juni: Karl Adolph von Vangerow, deutscher Jurist († 1870)
- 10. Juni: Frederik Kaiser, niederländischer Astronom († 1872)
- 10. Juni: Friedrich Albert von Schultze, deutscher Forstbeamter († 1875)
- 13. Juni: Patrice de Mac-Mahon, französischer Militär und Präsident der Dritten Republik († 1893)
- 13. Juni: Johann von Schraudolph, deutscher Kirchen- und Historienmaler († 1879)
- 17. Juni: Henrik Wergeland, norwegischer Dichter († 1845)
- 19. Juni: Franz Xaver Chwatal, tschechischer Komponist und Musikpädagoge († 1879)
- 19. Juni: Friedrich Specht, deutscher Orgelbauer († 1865)
- 29. Juni: Wilhelm Dettmer, deutscher Opernsänger (Bass) († 1876)
- 21. Juni: John W. Dana, US-amerikanischer Politiker, Gouverneur von Maine († 1867)
- 29. Juni: Friedrich Rudolf Hasse, deutscher Theologe († 1862)

### Juli/August
- 03. Juli: Konráð Gíslason, isländisch-dänischer Sprachforscher († 1891)
- 04. Juli: James Van Ness, siebter Bürgermeister von San Francisco († 1872)
- 06. Juli: Johann Gustav Droysen, deutscher Historiker († 1884)
- 07. Juli: Philipp Wirth, Maler im 19. Jahrhundert († 1878)
- 08. Juli: George Robert Gray, britischer Zoologe († 1872)
- 08. Juli: Mindon Min, König von Birma († 1878)
- 09. Juli: Alexander William Doniphan, US-amerikanischer Offizier, Jurist und Politiker († 1887)
- 10. Juli: José María Linares, Präsident von Bolivien († 1861)
- 13. Juli: Antonio Arenas Merino, Präsident von Peru († 1891)
- 14. Juli: Heinrich Ahrens, deutscher Rechtsphilosoph († 1874)
- 16. Juli: Theodor Engelmann, deutsch-US-amerikanischer Rechtsanwalt, Journalist, Autor und Zeitungsverleger († 1889)
- 17. Juli: Petrus Schulz, deutscher Geigenbauer († 1871)
- 20. Juli: Frédéric de Rougemont der Ältere, Schweizer Geograf, Historiker, Philosoph, Theologe und Politiker († 1876)
- 22. Juli: François Schubert, deutscher Konzertmeister und Komponist († 1878)
- 23. Juli: Giovanni Cavalli, italienischer Generalleutnant († 1879)
- 25. Juli: Jacob Broom, US-amerikanischer Politiker († 1864)
- 27. Juli: Moriz Haupt, klassischer Philologe und Germanist († 1874)
- 29. Juli: Max von Neumayr, bayerischer Politiker († 1881)
- 31. Juli: Ferdinand Wüstenfeld, deutscher Orientalist († 1899)
- 00. Juli: Eugenia Tadolini, italienische Opernsängerin († 1872)
- 02. August: Augustus French, US-amerikanischer Politiker († 1864)
- 03. August: Hamilton Fish, US-amerikanischer Politiker († 1893)
- 04. August: Johann Oppolzer, österreichischer Arzt, Internist und Hochschullehrer († 1871)
- 06. August: Carl Hesse, deutscher Orgelbauer in Wien und Triest († 1882)
- 09. August: Richard von Friesen, sächsischer Politiker († 1884)
- 12. August: Karl Gustav Geib, Sekretär und Lehrer König Ottos von Griechenland († 1864)
- 15. August: Alfred von Reumont, deutscher Staatsmann und Historiker († 1887)
- 16. August: Ernst von Leutsch, deutscher Altphilologe († 1887)
- 19. August: James Nasmyth, schottischer Ingenieur und Astronom († 1890)
- 26. August: Benjamin G. Humphreys, US-amerikanischer Politiker († 1882)
- 28. August: Ludwig Vieli, Schweizer Jurist und Politiker († 1867)
- 29. August: Hermann Schulze-Delitzsch, deutscher Politiker († 1883)
- 30. August: Ludovika Wilhelmine von Bayern, Prinzessin von Bayern († 1892)
- 31. August: Alfred Osborn Pope Nicholson, US-amerikanischer Politiker († 1876)

### September/Oktober
- 03. September: Michael Sachs, deutscher Rabbiner und Kanzelredner († 1864)
- 06. September: Abd el-Kader, algerischer Emir und Freiheitskämpfer († 1883)
- 07. September: Peter G. Van Winkle, US-amerikanischer Politiker († 1872)
- 12. September: August von Werder, preußischer General († 1887)
- 13. September: Heinrich Wilhelm Storck, deutscher Karikaturist des Vormärz († 1850)
- 14. September: Georg Friedrich Kolb, deutscher Politiker († 1884)
- 15. September: Louis Clapisson, französischer Komponist († 1866)
- 17. September: Juan Pedro Esnaola, argentinischer Komponist († 1878)
- 19. September: Friedrich Karl Moes, deutsch-polnischer Unternehmer in Kongresspolen († 1863)
- 19. September: Claude Paris, französischer Komponist († 1866)
- 21. September: George Rex Andrews, US-amerikanischer Jurist und Politiker († 1873)
- 01. Oktober: Mary Anna Randolph Custis Lee, Ehefrau des US-amerikanischen Generals der Konföderierten im Sezessionskrieg Robert E. Lee († 1873)
- 01. Oktober: Maximilian Heinrich Rüder, deutscher Jurist und Politiker († 1880)
- 01. Oktober: Fryderyk Edward Sobolewski, US-amerikanischer Komponist († 1872)
- 02. Oktober: Franz Limmer, österreichischer Komponist († 1857)
- 04. Oktober: Giovanni Battista Pioda, Schweizer Politiker († 1882)
- 05. Oktober: Wilhelm Weitling, Frühsozialist († 1871)
- 06. Oktober: Friedrich VII., König von Dänemark von 1848 bis 1863 († 1863)
- 15. Oktober: James Broome, US-amerikanischer Politiker († 1883)
- 15. Oktober: Ernst Kapp, deutscher Pädagoge, Geograph und Philosoph († 1896)
- 15. Oktober: Moritz Schreber, deutscher Arzt, Reformpädagoge und Hochschullehrer († 1861)
- 20. Oktober: Karl Andree, deutscher Geograph und Publizist († 1875)
- 21. Oktober: Eberhard Emminger, deutscher Maler und Lithograph († 1885)
- 21. Oktober: Doris Esselbach, deutsche Gastronomin († 1869)
- 24. Oktober: Bernhard von Cotta, deutscher Geologe († 1879)
- 24. Oktober: Ernst Friedrich Richter, Musikdirektor an der Universität Leipzig († 1879)

### November/Dezember
- 01. November: John Taylor, Präsident der Kirche Jesu Christi der Heiligen der letzten Tage († 1887)
- 02. November: Jules Amédée Barbey d’Aurevilly, französischer Schriftsteller († 1889)
- 08. November: Arend Berkholz, Bürgermeister von Riga († 1888)
- 08. November: Julius Minding, deutscher Arzt und Schriftsteller († 1850)
- 08. November: Christian Friedrich Schubert, deutscher Lehrer und Politiker († 1874)
- 16. November: José Rufino Echenique, peruanischer General und Präsident von Peru († 1887)
- 17. November: Alberich Zwyssig, Zisterzienser und Komponist († 1854)
- 19. November: Antoine Elwart, französischer Komponist, Musikpädagoge und -wissenschaftler († 1877)

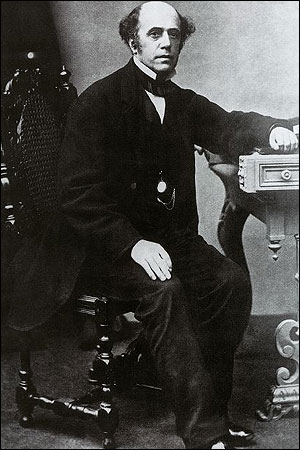
Thomas Cook

- 22. November: Thomas Cook, britischer Tourismus-Pionier und Gründer des gleichnamigen Reiseunternehmens († 1892)
- 22. November: Lionel de Rothschild, britischer Bankier und Politiker († 1879)
- 24. November: Alphonse Karr, französischer Journalist, Schriftsteller und Satiriker († 1890)
- 28. November: Heinrich von Rosenthal, deutscher Politiker († 1865)
- 29. November: William Freame Johnston, US-amerikanischer Politiker († 1872)
- 30. November: Bernhard Donner, Hamburger Kaufmann und Bankier († 1865)
- 01. Dezember: Atto Vannucci, italienischer Geschichtsschreiber und Professor († 1883)
- 04. Dezember: Herzog Max in Bayern, bayerischer Herzog († 1888)
- 05. Dezember: Hippolyte Colet, französischer Komponist, Musikpädagoge und -theoretiker († 1851)
- 06. Dezember: Aloys Nikolaus Ambros von Arco-Stepperg, deutscher Gutsbesitzer, Offizier und Politiker († 1891)
- 06. Dezember: Johan Christian Gebauer, dänischer Komponist, Musiktheoretiker und Organist († 1884)
- 07. Dezember: Hugh McCulloch, US-amerikanischer Politiker († 1895)
- 08. Dezember: Thomas Lilbourne Anderson, US-amerikanischer Politiker († 1885)
- 08. Dezember: Elias Sehlstedt, schwedischer Lyriker († 1874)
- 12. Dezember: Peter Czakert, römisch-katholischer Geistlicher († 1848)
- 20. Dezember: Anna Caroline Stelzner, deutsche Miniaturmalerin († 1875)
- 23. Dezember: Joseph Geefs, belgischer Bildhauer († 1885)
- 27. Dezember: August von Witzleben, preußischer Generalleutnant und Militärschriftsteller († 1880)
- 29. Dezember: Georg Apponyi von Nagy-Apponyi, ungarischer Adeliger und Politiker († 1899)
- 29. Dezember: James J. Faran, US-amerikanischer Politiker († 1892)

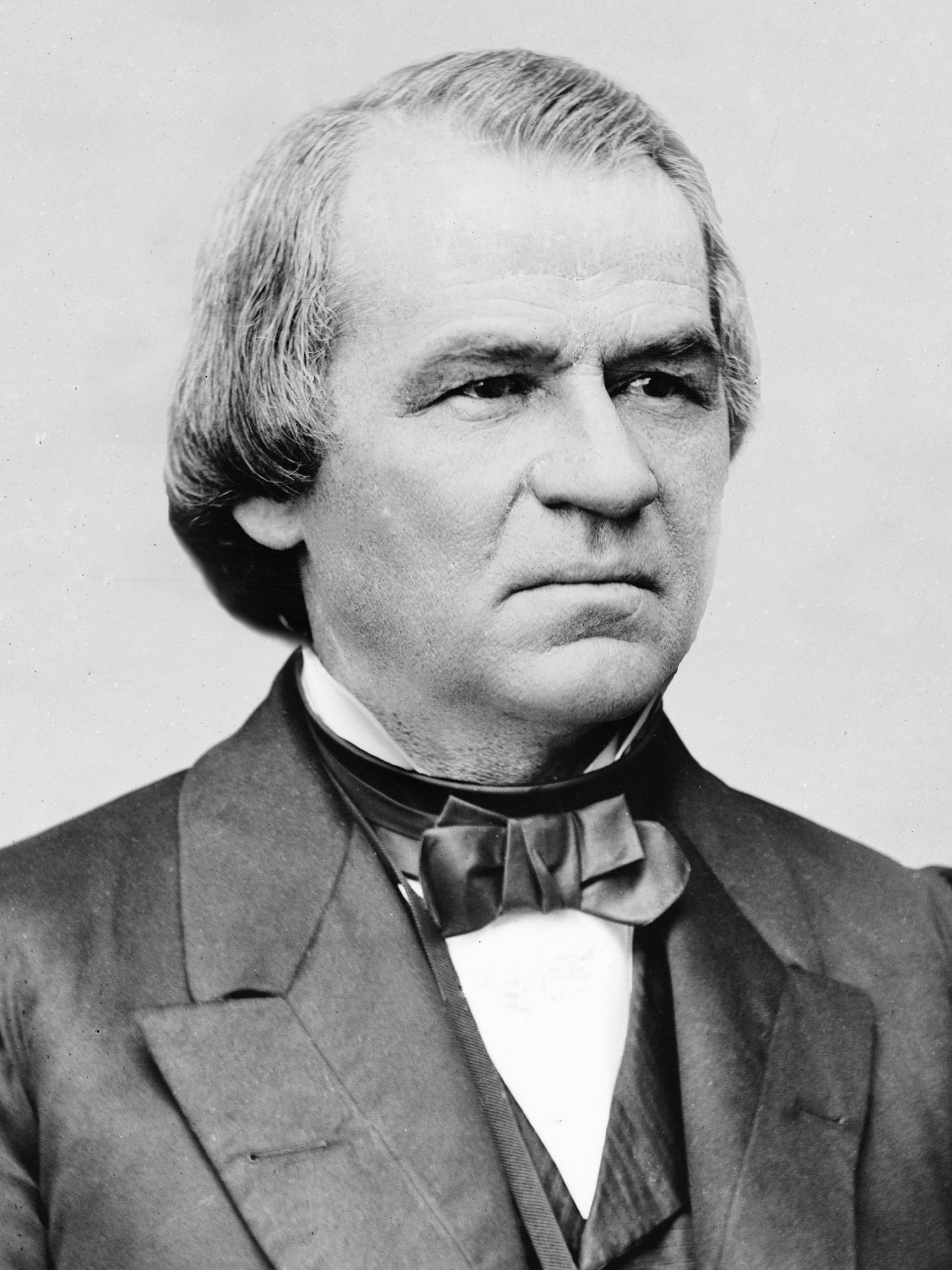
Andrew Johnson, um 1865

- 29. Dezember: Andrew Johnson, US-amerikanischer Politiker, 17. Präsident der USA († 1875)

### Genaues Geburtsdatum unbekannt
- Friedrich Widmann, hohenzollerischer Oberamtmann († 1881)

## Gestorben

### Erstes Halbjahr
- 03. Januar: Johann August Reichardt, deutscher Rechtswissenschaftler (* 1741)
- 05. Januar: Alexei Orlow, russischer Admiral, Bruder von Grigori Orlow (* 1737)
- 05. Januar: Christian Gottlieb Seydlitz, deutscher Physiker und Logiker (* 1730)
- 23. Januar: Friederike Charlotte von Brandenburg-Schwedt, Äbtissin von Herford (* 1745)
- 08. Februar: Ove Høegh-Guldberg, dänischer Theologe, Historiker und Politiker (* 1731)
- 14. Februar: John Dickinson, US-amerikanischer Politiker (* 1732)
- 19. Februar: David Emanuel, US-amerikanischer Politiker (* 1744)
- 27. Februar: Namiki Gohei I., japanischer Kabukischauspieler und -autor (* 1747)
- 03. März: Johann Christian Fabricius, deutscher Zoologe und Wirtschaftswissenschaftler (* 1745)
- 03. März: Anton von Maron, österreichischer Maler (* 1731)
- 08. März: Jacob Ludwig Schellenberg, deutscher evangelischer Geistlicher und Pädagoge (* 1728)

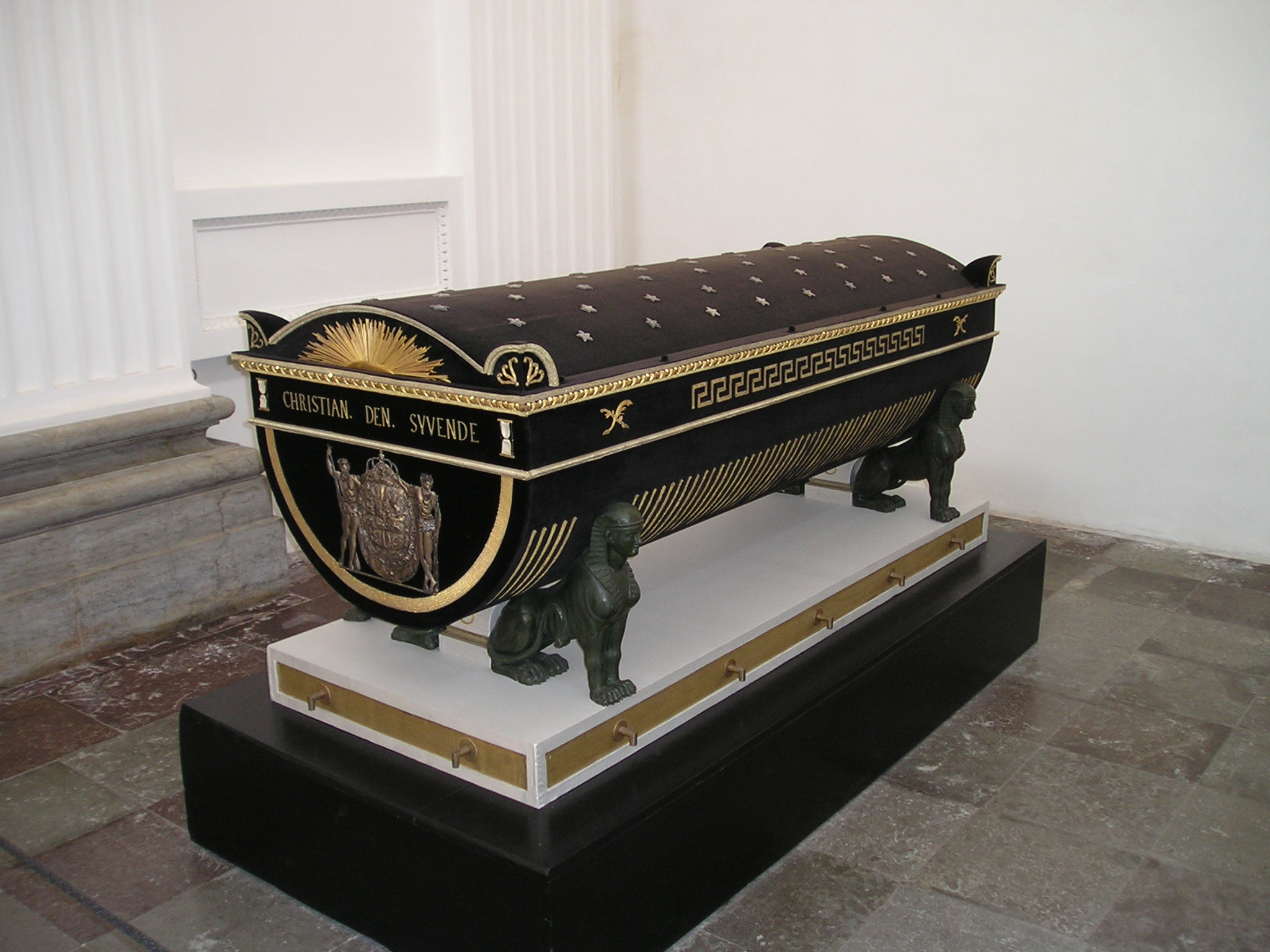
König Christians Sarg im Dom zu Roskilde

- 13. März: Christian VII., König von Dänemark und Norwegen (* 1749)
- 17. März: Carl Friedrich Hindenburg, deutscher Mathematiker, Professor der Philosophie und Physik (* 1741)
- 21. März: Johann Michael Afsprung, badischer Lehrer und Publizist (* 1748)
- 05. April: Johann Georg Wille, Kupferstecher (* 1715)
- 09. April: Georg Karl von Fechenbach, deutscher Bischof (* 1749)
- 10. April: Karl Heinrich von Nassau-Siegen, französischer Abenteurer und Marineoffizier (* 1743)
- 12. April: Johann Samuel Petri, deutscher Komponist, Pädagoge, Kantor und Autor (* 1738)
- 13. April: Georg Adam Eger, deutscher Maler (* 1727)
- 13. April: Joseph Maria Schneidt, deutscher Jurist, Hochschullehrer und Historiker (* 1727)
- 17. April: Iwan Jegorowitsch Starow, russischer Architekt (* 1745)
- 26. April: Jean-Baptiste Pillement, französischer Maler und Graphiker (* 1728)
- 05. Mai: David Gilly, deutscher Architekt und Baumeister in Preußen (* 1748)
- 07. Juni: Johann Jacob Schramm, deutscher Orgelbauer (* 1724)
- 15. Juni: Samuel Gottfried Geyser, deutscher Pädagoge und evangelischer Theologe (* 1740)
- 17. Juni: Louis-Joseph de Montmorency-Laval, Kardinal und Bischof von Metz (* 1724)
- 19. Juni: Alexander Dalrymple, schottischer Geograph (* 1737)
- 20. Juni: Franciszek Ksawery Dmochowski, polnischer Schriftsteller und Übersetzer (* 1762)

### Zweites Halbjahr
- 04. Juli: Fisher Ames, US-amerikanischer Politiker (* 1758)
- 06. Juli: William Bradford, US-amerikanischer Politiker (* 1729)
- 28. Juli: Selim III., Sultan des Osmanischen Reiches (* 1762)
- 01. August: Diana Beauclerk, britische Malerin (* 1734)
- 01. August: Johann Matthias Schröckh, österreichischer Historiker und Literaturwissenschaftler (* 1733)
- 21. August: Johann Wilhelm Grüneberg, deutscher Orgelbauer (* 1751)
- 03. September: John Montgomery, US-amerikanischer Politiker (* 1722)
- 13. September: Catharina Elisabeth Goethe, Mutter Johann Wolfgang Goethes (* 1731)
- 13. September: Friedrich Ludwig von Rochow, preußischer Kammerherr und Gutsbesitzer (* 1745)
- 14. September: William Lyttelton, 1. Baron Lyttelton, britischer Gouverneur der Province of South Carolina (* 1724)
- 22. September: Marie Elisabeth von Österreich, Äbtissin in Innsbruck (* 1743)
- 01. Oktober: Carl Gotthard Langhans, preußischer Baumeister und Architekt (* 1732)
- 01. Oktober: Regina Mingotti, österreichisch-italienische Sopranistin (* 1722)
- 06. Oktober: Johann Gottlieb Lessing, deutscher Pädagoge (* 1732)
- 08. Oktober: Wilhelmine von Hessen-Kassel, hessische Prinzessin (* 1726)
- 08. Oktober: Dionysius van de Wijnpersse, niederländischer reformierter Theologe und Philosoph (* 1724)
- 15. Oktober: James Anderson of Hermiston, schottischer Schriftsteller (* 1739)
- 21. Oktober: Katō Chikage, japanischer Dichter und Naturwissenschaftler (* 1735)
- 10. November: Guy Carleton, britischer Gouverneur der Provinz Québec (* 1724)
- 13. November: Philipp Jakob Scheffauer, deutscher Bildhauer (* 1756)
- 14. November: Alemdar Mustafa Pascha, Großwesir des Osmanischen Reichs (* um 1755)
- 16. November: Envold de Falsen, dänisch-norwegischer Dichterjurist (* 1755)
- 17. November: Mustafa IV., Sultan des Osmanischen Reiches (* 1779)
- 17. November: David Zeisberger, deutsch-amerikanischer evangelischer Missionar und Sprachforscher (* 1721)
- 27. November: Johann Friedrich Münch, Schweizer Politiker (* 1729)
- 22. Dezember: Johann Heinrich Tischbein der Jüngere, deutscher Maler und Kupferstecher (* 1742)
- 24. Dezember: Fjodor Stepanowitsch Rokotow, russischer Maler (* um 1736)

### Datum unbekannt
- Johann Adam Aulhorn, deutscher Schauspieler, Sänger und Tänzer (* 1729)